# Tinospora
Tinospora Miers – rodzaj roślin z rodziny miesięcznikowatych (Menispermaceae). Obejmuje co najmniej 13 gatunków występujących naturalnie w Azji, kontynentalnej Afryce oraz na Madagaskarze.

## Systematyka
Pozycja systematyczna według APweb (aktualizowany system APG III z 2009)
Rodzaj z rodziny miesięcznikowatych (Menispermaceae).
Wykaz gatunków
| - Tinospora bakis (A.Rich.) Miers - Tinospora caffra (Miers) Troupin - Tinospora crispa (L.) Hook. f. & Thomson - Tinospora dentata Diels - Tinospora fragosa Verdoorn & Troupin - Tinospora guangxiensis H.S. Lo - Tinospora hainanensis H.S. Lo & Z.X. Li | - Tinospora mossambicensis Engl. - Tinospora oblongifolia (Engl.) Troupin - Tinospora sagittata Gagnep. - Tinospora sinensis (Lour.) Merr. - Tinospora tenera Miers - Tinospora uviforme (Baill.) Troupin |